# Мансуров, Сергей Павлович
Сергей Павлович Мансу́ров (14 (26) июня 1890, Константинополь — 2 марта 1929, Верея) — священник Русской православной церкви, историк церкви. Внук Б. П. Мансурова.

## Биография
Происходил из столбового дворянского рода Мансуровых. Родился в резиденции русского посольства в Константинополе, где его отец Павел Борисович (в дальнейшем камергер, а с 1915 года директор Архива Министерства иностранных дел в Москве) служил секретарём.
В 1902 году семья переехала в Москву, где Сергей Мансуров окончил в 1908 году 5-ю Московскую гимназию и поступил на историко-филологический факультет Московского университета. По окончании университета (1912) ему было предложено остаться на кафедре философии для подготовки к профессорскому званию, но он отказался. В это время в духовной жизни С. П. Мансурова совершился переворот: большое впечатление на него произвела работа Павла Флоренского «Столп и утверждение Истины» — в центре внимания встал «личный подвиг».
В январе 1914 года С. П. Мансуров обвенчался с Марией Фёдоровной Самариной (1893—1976), дочерью Ф. Д. Самарина; венчал их о. Алексий Мечёв.
Во время Первой мировой войны с осени 1915 года Мансуров работал в санитарном отряде на Кавказе, где сблизился с Юрием Александровичем Олсуфьевым. В ноябре 1916 года во время отпуска он посетил Оптину Пустынь, где встречался со старцем Анатолием. С лета 1917 года жил вместе с женой у Олсуфьевых в Сергиевом Посаде, где вместе с Павлом Флоренским и Юрием Олсуфьевым работал в Комиссии по охране памятников искусства и старины, занимался библиотекой Лавры.
В январе–мае 1920 года был первый раз в заключении. Зимой 1922 года обнаружились первые признаки туберкулеза. В 1920–1924 годах писал труд по истории церкви.
В 1924 году второй арест, длившийся два месяца. Весной 1925 года под угрозой нового ареста Мансуровы покинули Сергиев Посад, поселившись недалеко от Аносиной Пустыни. Осенью встречался в Новгороде с родными тётушками — монахинями Иоанной и Сергией, дочерями Б. П. Мансурова.
В сентябре 1926 года Сергей Павлович Мансуров был посвящён в сан диакона, а затем и священника архиепископом Иннокентием и назначен в Сергиев женский монастырь около села Дуброво, в двенадцати километрах от Вереи, где из-за болезни прослужил только один год и четыре месяца. Умер 2 марта 1929 года.
Его жена была арестована осенью 1933 года, приговорена к 3 годам ссылки и отправлена в Среднюю Азию. В начале 1950-х годов жила в Боровске, позднее — в Верее Московской области. Похоронена рядом с мужем на городском кладбище г. Вереи.